# Улица Ерванда Кочара
Улица Ерванда Кочара (арм. Երվանդ Քոչարի փողոց (Երևան)) — улица в центральном районе Кентрон города Еревана. Составляет часть внешней стороны Кольцевого бульвара, как продолжение улицы Алека Манукяна выходит к Проспекту Тиграна Меца.
Названа в честь советского армянского скульптора, народного художника СССР Ерванда Кочара (1899—1979).

## История
Улица была предусмотрена Александром Таманяном в генеральном плане Еревана 1924 года, в итоге осуществлённого лишь частично. До начала 1990-х годов была частью улицы Мравяна (нынешняя улица Алека Манукяна), названной в честь советского армянского партийного и государственного деятеля Асканаза Мравяна (1885—1929).
В 1997—2001 годах в районе улицы возведён Собор Святого Григория Просветителя. В мае 2013 года, в прилегающей части Кольцевого бульвара установили памятник поэту Тарасу Шевченко, а в 2020-2021 годах на месте бассейна, который действовал до строительства церкви Святого Григория Просветителя при поддержке Союза армян Украины был построен первый скейт-парк в городе.

## Достопримечательности

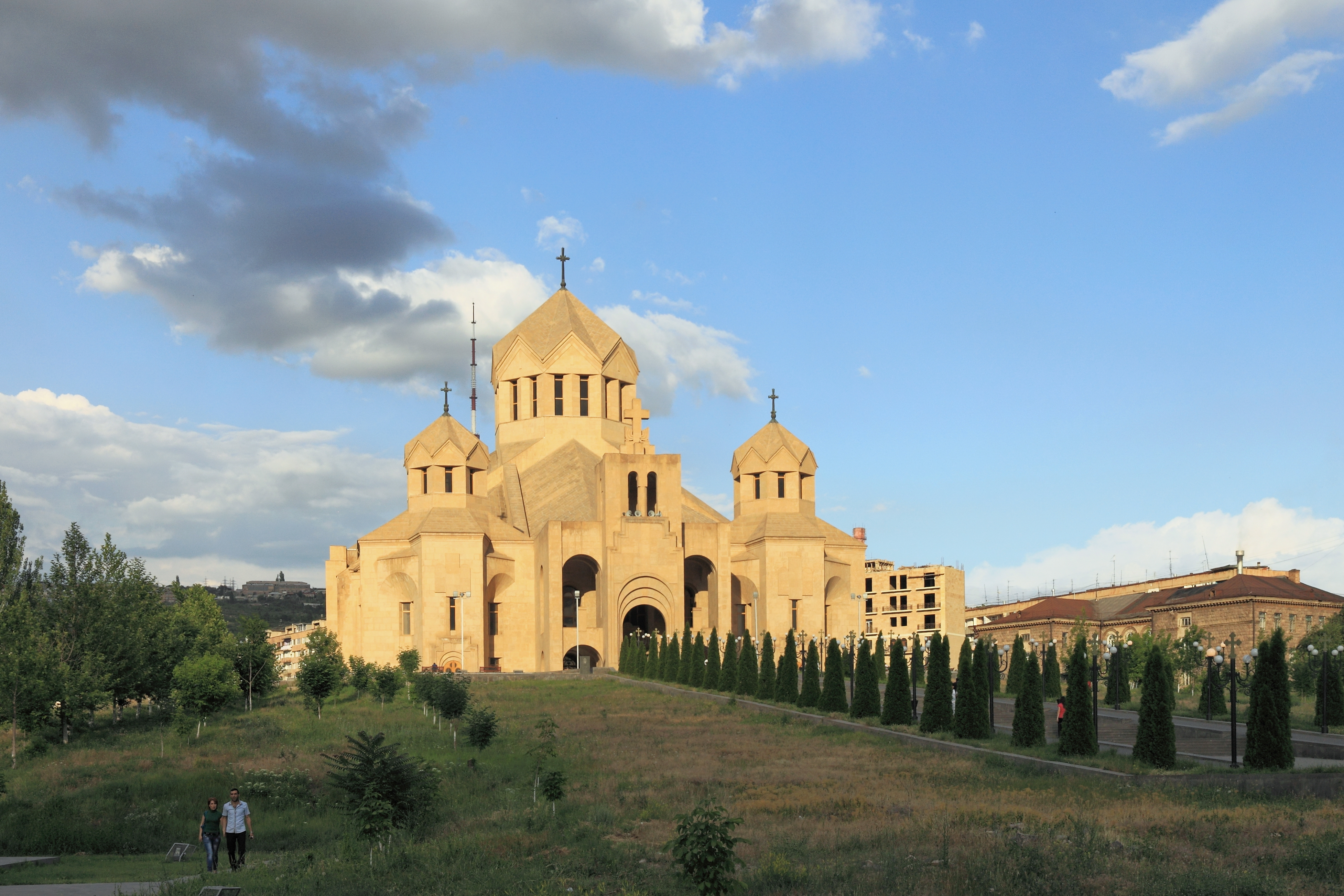
Кафедральный собор Святого Григория Просветителя

- Кафедральный собор Святого Григория Просветителя

Памятник Тарасу Шевченко

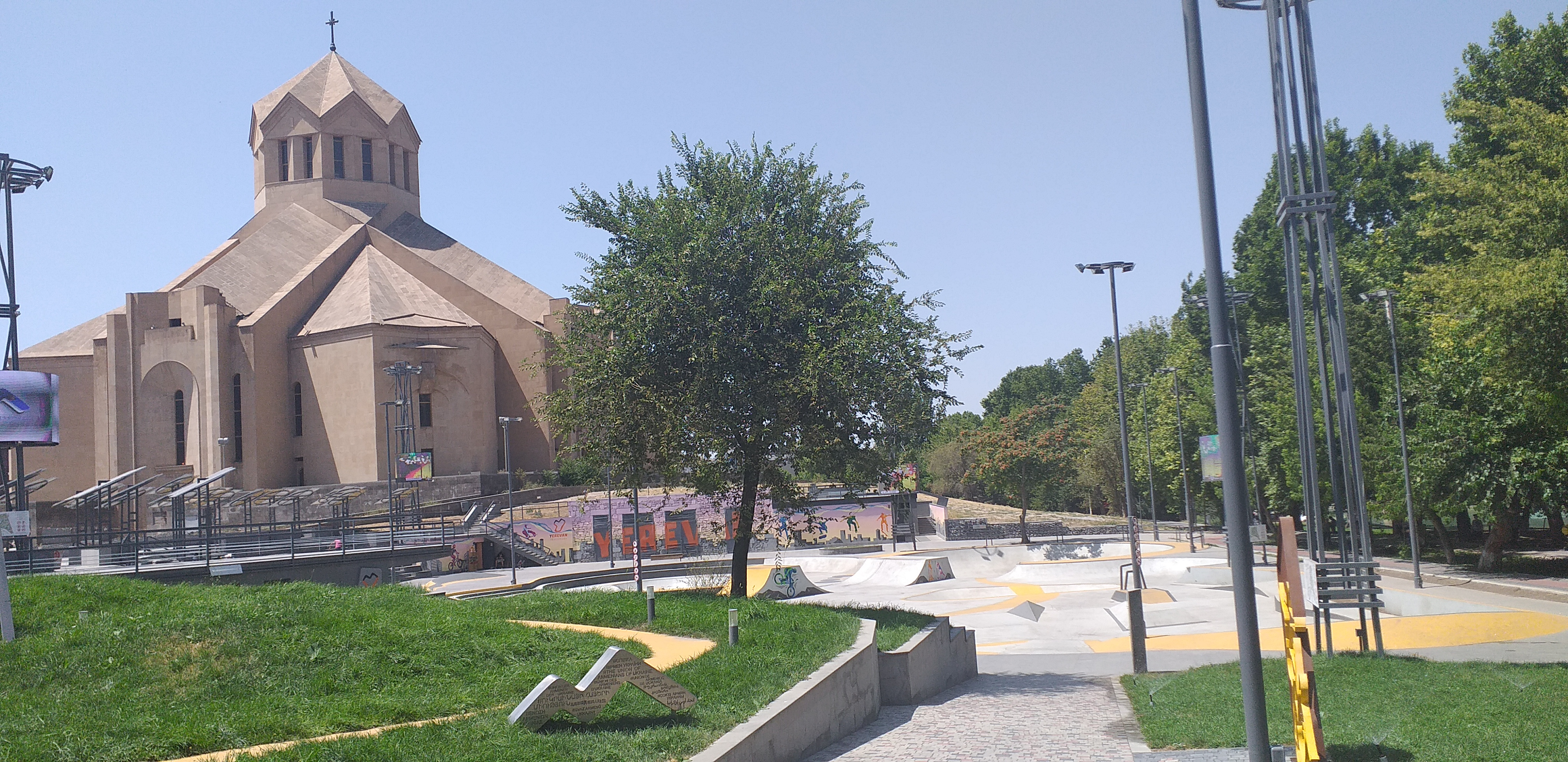
Ереванский скейт-парк

- Памятник Тарасу Шевченко
- Ереванский скейт-парк